# Quan hệ ngoại giao của Malaysia

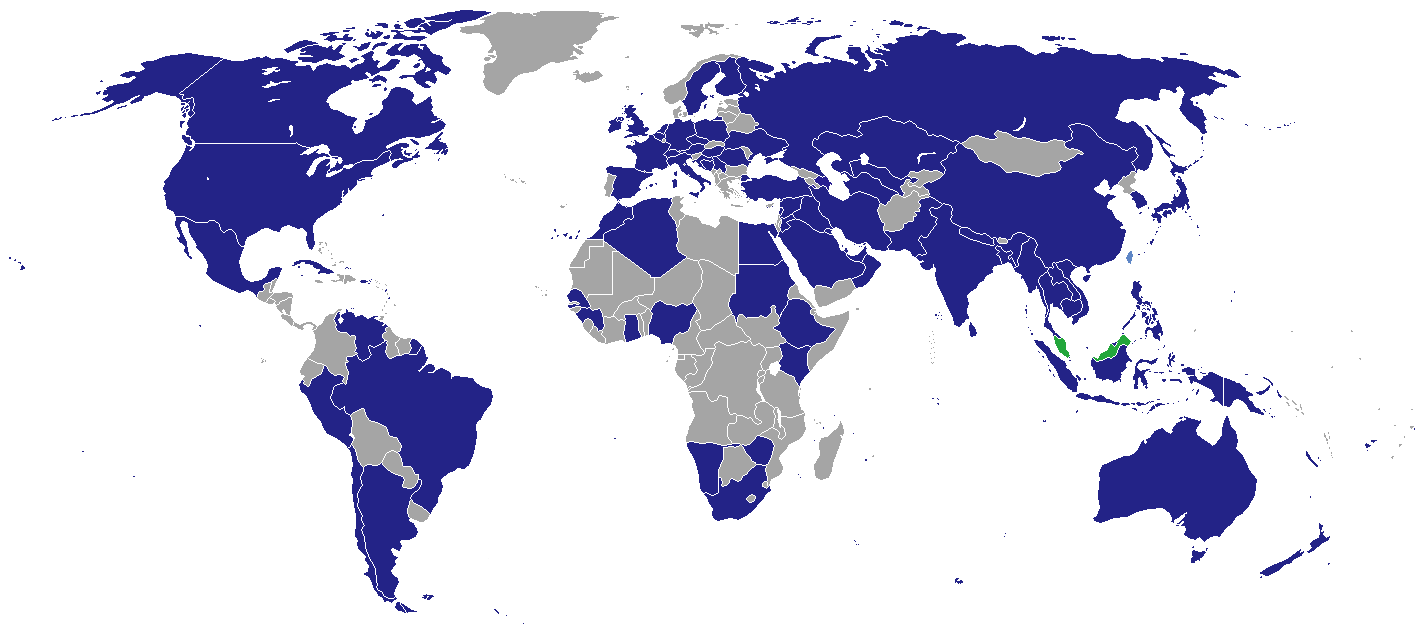
Bản đồ các quốc gia có cơ quan ngoại giao của Malaysia hiển thị màu xanh lam.

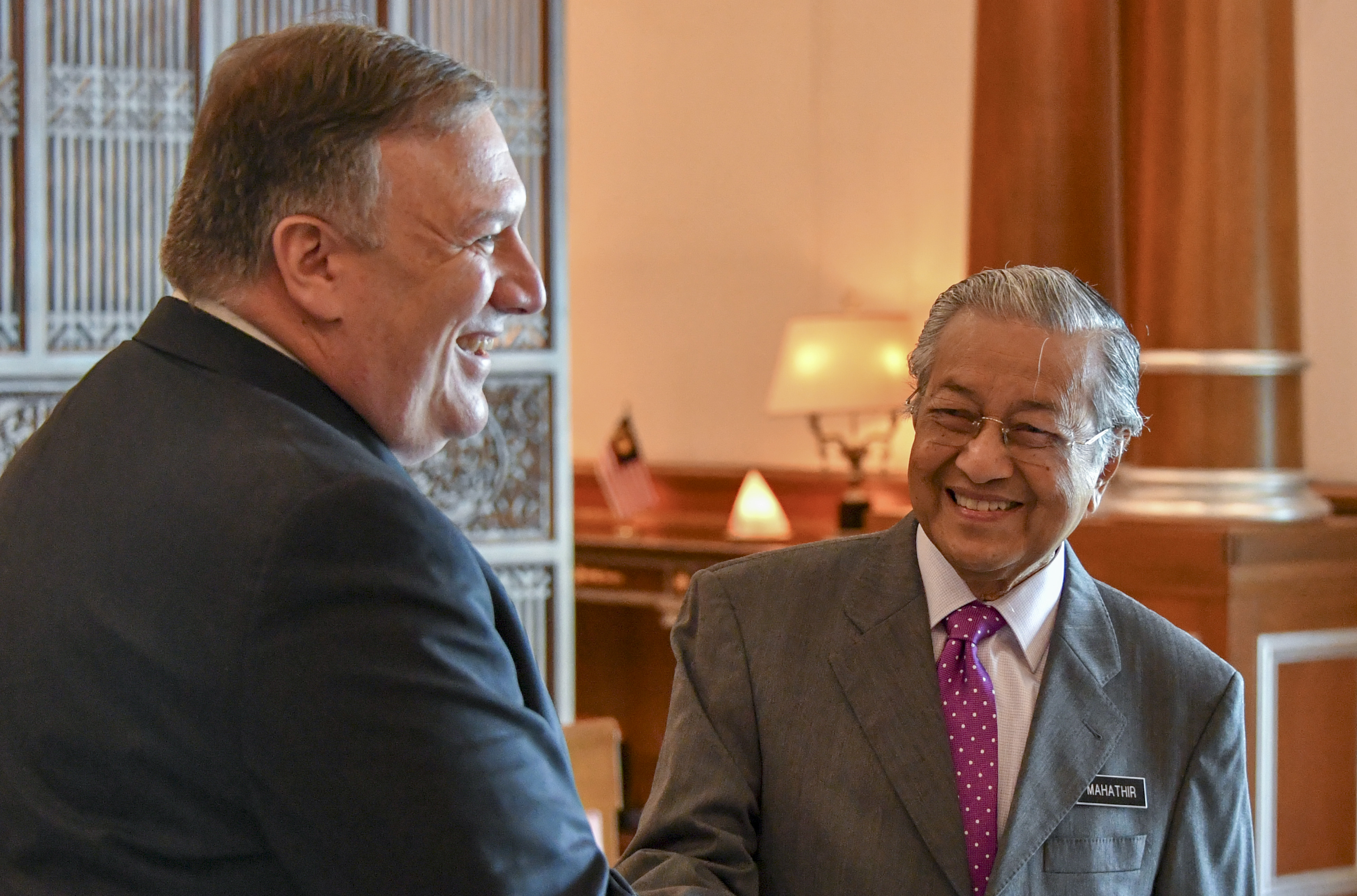
Thủ tướng Malaysia Mahathir Mohamad và Bộ trưởng Ngoại giao Hoa Kỳ Mike Pompeo (3 tháng 8 năm 2018)

Malaysia là một thành viên tích cực của các tổ chức quốc tế khác nhau, bao gồm Khối Thịnh vượng chung, Liên hợp quốc, Tổ chức Hợp tác Hồi giáo và Phong trào Không liên kết. Trong thời gian gần đây Malaysia là một quốc gia ủng hộ tích cực việc hợp tác khu vực.

## Chính sách đối ngoại 1957-1969
Malaysia là thành viên của Khối thịnh vượng chung kể từ khi giành độc lập vào năm 1957, khi nước này tham gia Thỏa thuận Quốc phòng Anh-Malaysia (AMDA) với Vương quốc Anh, theo đó, Anh bảo đảm việc bảo vệ Malaya (và sau đó là Malaysia). Sự hiện diện của Anh và quân đội Khối thịnh vượng chung khác là rất quan trọng đối với an ninh của Malaysia trong trạng khẩn cấp Malaya (1948-1960) và đối đầu với Indonesia (1962-1966), được gây ra bởi sáp nhập Malaya với các thuộc địa Anh là Singapore, Sarawak và Bắc Borneo để hình thành Malaysia năm 1963.
Bảo đảm quốc phòng của Anh kết thúc sau quyết định của Anh năm 1967 rút lực lượng về phía đông Suez và được thay thế vào năm 1971 bằng Sắp xếp phòng thủ 5 quốc gia (FPDA) mà Anh, Úc, New Zealand, Malaysia và Singapore đồng ý hợp tác khu vực phòng thủ và "tham khảo ý kiến" trong trường hợp có sự xâm lược từ bên ngoài hoặc mối đe dọa tấn công vào Malaysia hoặc Singapore. FPDA tiếp tục hoạt động và Five Powers có Hệ thống phòng thủ khu vực tích hợp vĩnh viễn có trụ sở tại RMAF Butterworth, và tổ chức các cuộc tập trận hải quân và không quân hàng năm.
Dưới sự lãnh đạo của Thủ tướng Tunku Abdul Rahman (đến năm 1970), Malaysia đã theo đuổi chính sách đối ngoại chống cộng cực kỳ ủng hộ Cộng sản. Tuy nhiên, Malaysia đã tích cực phản đối phân biệt chủng tộc khi thấy Nam Phi rời khỏi Khối thịnh vượng chung năm 1961 và là thành viên sáng lập Hiệp hội các quốc gia Đông Nam Á (ASEAN) năm 1967 và Tổ chức Hội nghị Hồi giáo (OIC) năm 1969, với Tunku là Tổng thư ký đầu tiên vào năm 1971.

## Chính sách đối ngoại từ năm 1969

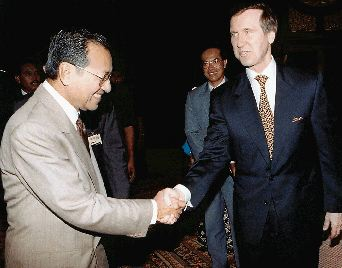
Thủ tướng Malaysia Mahathir Mohamad và Bộ trưởng Bộ Quốc phòng Hoa Kỳ William Cohen (12 tháng 1 năm 1998)

Dưới thời Thủ tướng Tun Abdul Razak, Malaysia đã thay đổi chính sách của mình theo hướng không liên kết và trung lập. Chính sách đối ngoại của Malaysia chính thức dựa trên nguyên tắc trung lập và duy trì quan hệ hòa bình với tất cả các nước, bất kể hệ tư tưởng hay hệ thống chính trị của họ, và để phát triển hơn nữa quan hệ với các nước trong khu vực. Năm 1971, ASEAN đã ban hành Tuyên bố hòa bình, tự do và trung lập (ZOPFAN) trung lập và chống hạt nhân. Trong cùng năm đó, Malaysia đã tham gia Phong trào Không liên kết. Phù hợp với chính sách này Malaysia đã thiết lập quan hệ ngoại giao với Cộng hòa Nhân dân Trung Hoa vào năm 1974.

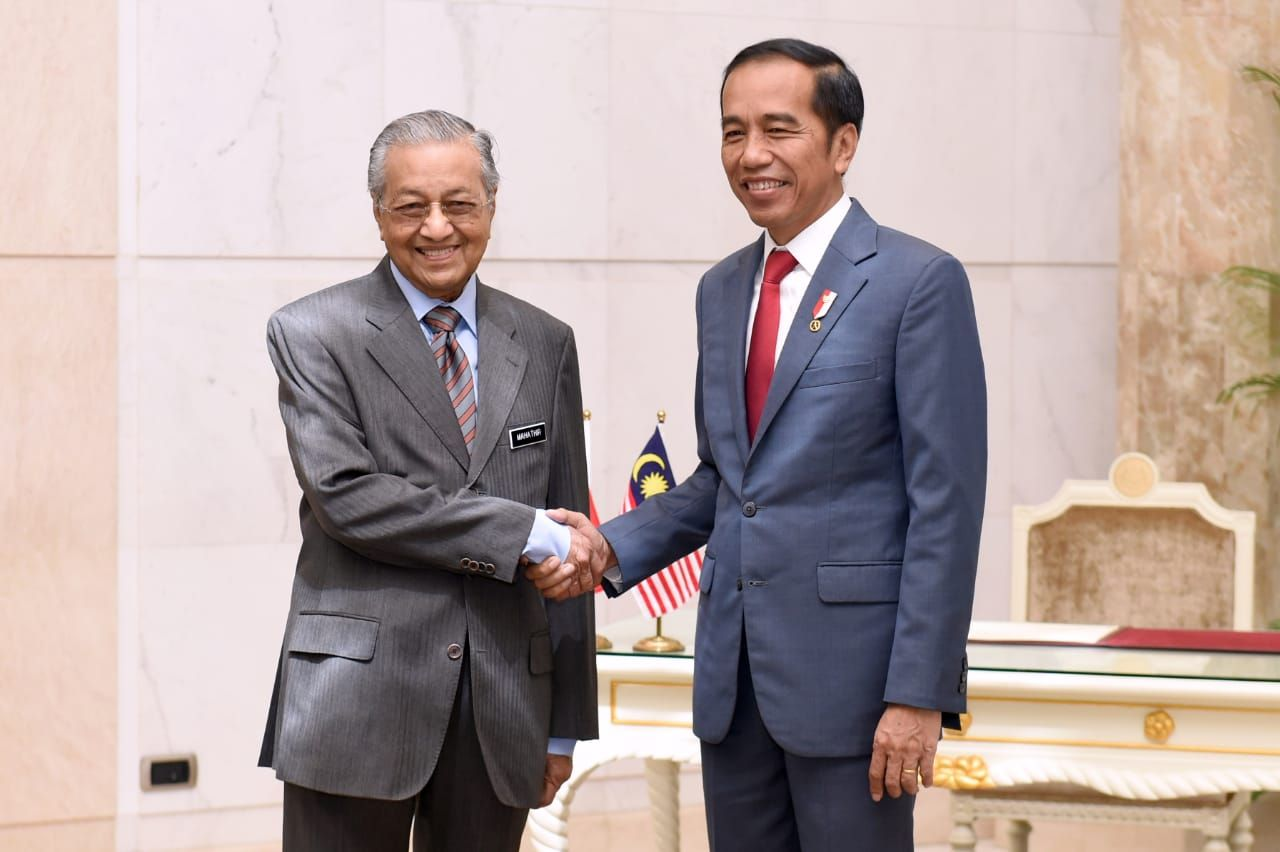
Thủ tướng Malaysia Mahathir Mohamad và Tổng thống Indonesia Joko Widodo (9 tháng 8 năm 2019)

Sự thay đổi chính sách này được tiếp tục và củng cố bởi Thủ tướng Mahathir bin Mohamad, người theo đuổi chính sách khu vực và ủng hộ miền Nam với những lúc hùng biện chống phương Tây. Từ lâu, ông đã tìm cách thành lập một Tập đoàn kinh tế Đông Á thay thế cho APEC, ngoại trừ Úc, New Zealand và châu Mỹ, và trong thời gian đầu Malaysia, ông đã ký kết với Khu vực thương mại tự do ASEAN (AFTA) và ASEAN+3, một diễn đàn khu vực với Trung Quốc, Nhật Bản và Hàn Quốc. Ông đã có một cuộc cãi vã với thủ tướng Úc Paul Keat, người đã gọi ông là "người tái phạm" sau khi Mahathir từ chối tham dự hội nghị thượng đỉnh APEC tại Seattle.
Một nguyên lý mạnh mẽ của chính sách của Malaysia là chủ quyền quốc gia và quyền của một quốc gia để kiểm soát các vấn đề trong nước. Malaysia coi hợp tác khu vực là nền tảng của chính sách đối ngoại. Nó ưu tiên cao cho an ninh và ổn định của Đông Nam Á, và đã cố gắng tăng cường quan hệ với các quốc gia Hồi giáo khác. Malaysia là một người ủng hộ hàng đầu trong việc mở rộng thành viên ASEAN bao gồm Lào, Việt Nam và Miến Điện, cho rằng " cam kết mang tính xây dựng " với các quốc gia này, đặc biệt là Miến Điện, sẽ giúp mang lại những thay đổi chính trị và kinh tế. Malaysia cũng là thành viên của các nhóm kinh tế G-15 và G-77.
Bất chấp những lời hùng biện chống phương Tây thường xuyên của Mahathir, ông đã có quan hệ chặt chẽ với các nước phương Tây và lãnh đạo một cuộc đàn áp chống lại những người theo trào lưu chính thống Hồi giáo sau các cuộc tấn công ngày 11 tháng 9. Dưới chính phủ của người kế thừa Abdullah Badawi, quan hệ với các nước phương Tây, đặc biệt là Úc, đã được cải thiện. Bộ trưởng Bộ Ngoại giao hiện tại là Dato Saifuddin Abdullah, người nhậm chức vào ngày 2 tháng 7 năm 2018.
Malaysia chưa bao giờ công nhận Israel và không có quan hệ ngoại giao với nước này, với việc Malaysia từng lên án hành động của Israel trong cuộc đột kích của họ đối với một nhiệm vụ nhân đạo ở Gaza và yêu cầu Tòa án Hình sự Quốc tế thực hiện bất kỳ hành động nào chống lại họ. Malaysia tuyên bố sẽ chỉ thiết lập quan hệ chính thức với Israel sau khi đạt được thỏa thuận hòa bình với Nhà nước Palestine và kêu gọi cả hai bên tìm giải pháp nhanh chóng. Các lực lượng gìn giữ hòa bình của Malaysia đã đóng góp cho nhiều sứ mệnh gìn giữ hòa bình của Liên Hợp Quốc, như ở Namibia, Campuchia, Bosnia và Herzegovina, Somalia, Đông Timor và Lebanon.